# Louis Dupin de Francueil
Pour les articles homonymes, voir Dupin.
Louis Claude Dupin, seigneur de Francueil, dit Dupin de Francueil, né le 6 novembre 1715 à Châteauroux et mort le 6 juin 1786 à Paris, est un financier et fermier général français.

## Biographie
Fils de Claude Dupin, écuyer, seigneur de Chenonceaux, receveur général aux finances de Metz et de l'Alsace puis secrétaire du roi et fermier général, et de Marie Jeanne Bouilhat, il sera lui-même un important financier et fermier général. Son père achète le 24 décembre 1728, une charge de Secrétaire du Roi qui lui permet d'acquérir la noblesse au premier degré, ainsi que sa descendance. Louis-Claude Dupin prend ainsi le titre de « de Francueil », dont le nom provient du village sur lequel s'étendait le domaine du château de Chenonceau, propriété de la famille Dupin depuis 1733. Afin de différencier les familles, son demi-frère Jacques-Armand deviendra, « Dupin de Chenonceaux ».
Le 15 mai 1737 à Paris, Louis épouse Suzanne Bollioud de Saint-Jullien. De cette union est née une fille unique, Madeleine-Suzanne Dupin de Francueil à Paris, le 14 juillet 1751. Suzanne Bollioud de Saint-Jullien meurt à Paris, le 3 septembre 1754, à l'âge de trente-cinq ans.
À l'âge de 61 ans, il se remarie avec Marie-Aurore de Saxe de trente-trois ans sa cadette. Elle est la fille naturelle du maréchal de Saxe et veuve du comte de Horn. Le mariage a lieu à Londres, dans la chapelle de l'ambassade de France le 14 janvier 1777, par crainte d'une opposition familiale ou de la Cour de France. De retour d'Angleterre, la célébration est confirmée le 15 avril 1777 à Paris. De cette union est issue le futur chef d'escadron au 1er régiment de hussards, Maurice Dupin de Francueil, père d'Aurore Dupin, baronne Dudevant, connue sous le nom de plume de George Sand.
Louis Dupin de Francueil sera un temps l'amant de Louise d'Épinay, avec qui il aura deux enfants, dont Jean-Claude Leblanc de Beaulieu futur évêque de Rouen, puis de Soissons, Laon et Saint-Quentin, et à qui il présentera Jean-Jacques Rousseau, qui était alors le secrétaire de sa belle-mère Madame Dupin. On sait que, espérant sans doute entrer à l'Académie des sciences il avait fait rédiger à Rousseau un livre, resté inachevé, de vulgarisation scientifique.
Louis Dupin de Francueil est mort dans son hôtel particulier au no 15 rue du Roi-de-Sicile, paroisse Saint-Gervais à Paris.

### Articles de l'encyclopédie
- Ferme Générale